# مانويل دياز فيفا
مانويل دياز فيفا (بالإسبانية: Manuel Díaz Vega)‏، حكم كرة قدم إسباني دولي سابق.
و قد حكم في كأس الخليج 1998، وقد أدار مباراة منتخب السعودية لكرة القدم ومنتخب قطر لكرة القدم في 11 نوفمبر 1998.

## روابط خارجية
- مانويل دياز فيفا على موقع Soccerway.com (الإنجليزية)